# Ostéonécrose du maxillaire
 Mise en garde médicale
L’ostéonécrose de la mâchoire est une maladie sévère de l’os qui atteint la mâchoire, c’est-à-dire les maxillaires et la mandibule. Les lésions osseuses et la nécrose surviennent à la suite d'une réduction de l'apport sanguin local (ischémie). Cette affection entre donc dans la catégorie générale des nécroses ischémiques ou ostéonécrose avasculaire (littéralement « mort osseuse par insuffisance circulatoire »).
Diverses formes d’ostéonécrose de la mâchoire ont été décrites au cours des 160 dernières  années, et un certain nombre de causes ont été énumérées dans la littérature. 

## Historique: duphosphore blancauxbiphosphonates

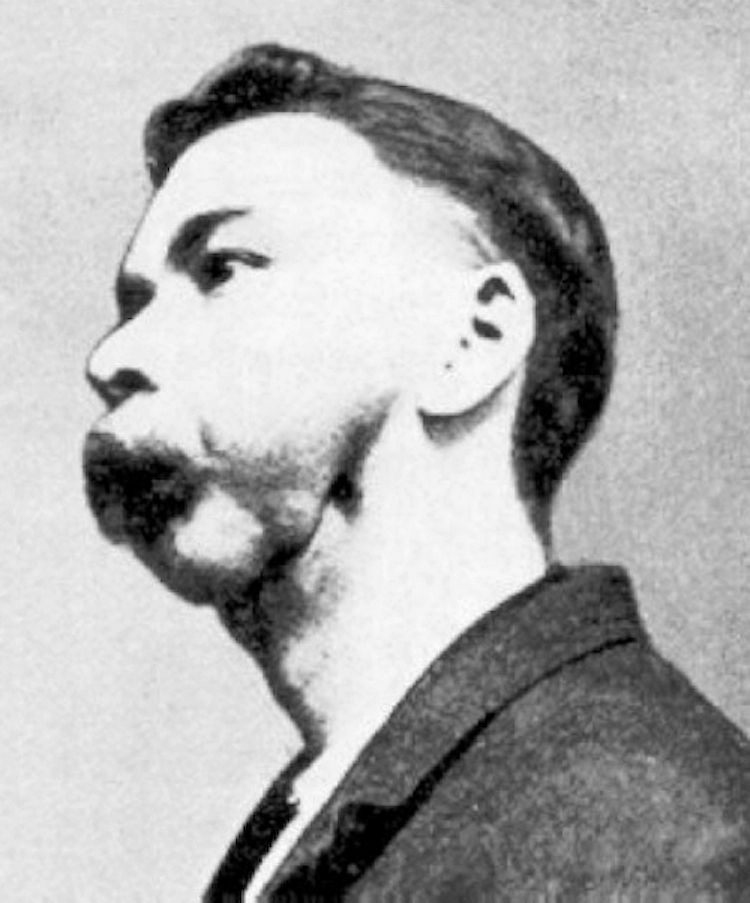
Nécrose phosphorée de la mâchoire (Phossy jaw)

La forme la plus anciennement  connue était provoquée par le phosphore blanc. Elle est connue des Anglo-saxons sous le terme familier de Phossy jaw (nécrose phosphorée de la mâchoire) et a été décrite au XIXe et au début du XXe siècle chez les ouvriers des manufactures d’allumettes par Alice Hamilton. Les pratiques modernes d'hygiène industrielle ont permis d'éliminer les conditions de travail qui conduisaient à cette calamité, notamment par l’interdiction du phosphore blanc qui a été remplacé par le phosphore rouge ou le sesquisulfure de phosphore après des années de luttes syndicales. La nécrose du maxillaire est toujours considérée comme une maladie professionnelle et inscrite en France au Tableau N° 5 des affections indemnisées à ce titre par la sécurité sociale.
Le Radium jaw (la mâchoire du radium) est une maladie professionnelle provoquée par l'ingestion et l'absorption de radium dans les os des peintres de cadrans lumineux. Les symptômes sont l’ostéonécrose soit du maxillaire inférieur, soit du maxillaire supérieur, ainsi que des saignements des gencives et après plusieurs années, des tumeurs de l’os de la mâchoire inférieure (ostéosarcome).
La maladie a été reconnue pour la première fois par le Dr H.S. Martland en 1924, comme consécutive à l'ingestion de peinture au radium après que de nombreuses travailleuses de diverses entreprises similaires utilisant cette substance eurent signalé des douleurs des dents et de la mâchoire. La maladie ressemble au Phossy jaw, la maladie des ouvrières des manufactures d’allumettes, provoquée par l'ingestion et l'absorption de phosphore.
La maladie est la principale raison d’une action en justice contre la Compagnie américaine du radium (l’United States Radium Corporation), assignée par un groupe d’ouvrières surnommées les « Radium Girls » en 1928. Elle est aussi la cause de la mort d'un riche industriel en 1932, intoxiqué par un fortifiant au radium, le « Radithor  ».
L'ostéosarcome est inscrit en France au Tableau N° 6 des maladies professionnelles
Ces dernières années, une augmentation de l'incidence de cette pathologie a été associée à l'utilisation de fortes doses de bisphosphonates, requises par certains protocoles de traitement du cancer, en particulier lorsque le patient subit ultérieurement des soins dentaires. En cas de traitement intraveineux à hautes doses pour métastases osseuses, l'estimation de l'incidence varie entre 1  et 10 %, avec des effets de même degré pout le zolédronate versus le dénosumab. Le niveau de risque encouru à la suite de l’absorption de doses orales plus faibles de bisphosphonates, prescrites à certains patients pour prévenir ou traiter l’ostéoporose, demeure incertain. à faible, avec un maximum de 0,1 %. La prise d'antibiotiques 3 jours avant une intervention dentaire à risque (pénicilline : amoxicilline associée au clavulanate ou en cas d'allergie quinolones ou érythromycine et  métronidazole) ont montré chez des patients atteints de myélome multiple un effet protecteur : aucun cas d’ONM sur 37 patients dans le groupe traité par antibiotiques, contre 8 cas sur 29 patients (p=0.012) en l'absence de traitement,. Un atrrêt des traitements est inopérant sur la guérison des nécroses en raison d'une demi-vie élevée des biphosphonates, de l'ordre de 10 ans.
Diverses options de traitement ont été étudiées, mais les cas graves de nécrose nécessitent encore l'ablation chirurgicale de l'os touché.
Une anamnèse soigneuse (recherche des antécédents du patient) et la réalisation de bilans préalables pour rechercher des maladies sous-jacentes ou localiser une infection dentaire méconnue sont nécessaires pour aider à prévenir cette affection, en particulier si un traitement par les bisphosphonates est envisagé.

## Étiologie

### Lésions histopathologiques
Les personnes ayant une ostéonécrose de la mâchoire peuvent présenter une nécrose de l’os ou de la moelle osseuse qui a été lentement asphyxiée ou privée de nutriments. L’os qui subit un déficit chronique d’apport vasculaire réagit par le développement d’une moelle fibreuse car les fibres survivent plus facilement dans des zones privées d'éléments nutritifs, soit en formant une moelle grasse nécrosée (pourriture humide), soit en formant une moelle très sèche, parfois scléreuse (pourriture sèche), ou encore un espace complètement vide dans moelle (ostéocavitation), également typique de l’ostéonécrose. La diminution du flux sanguin peut aussi être la conséquence d’un infarctus osseux, dû à la formation de caillots de sang dans les petits vaisseaux sanguins de l’os spongieux.
À la suite de nombreux accidents ischémiques des modifications pathologiques dans la moelle osseuse et les trabéculations de l’os spongieux de la mâchoire ont été documentés. Au microscope, on distingue des zones de dégénérescence graisseuse apparente et / ou de nécrose, souvent avec de la graisse provenant de la destruction de cellules adipeuses (kystes huileux) et une fibrose de la moelle (dégénérescence graisseuse réticulaire). Ces anomalies sont présentes, même si la plupart des trabéculations osseuses paraissent à première vue viables, matures et d’aspect normal, mais à y regarder de plus près, on décèle une raréfaction localisée des ostéocytes et des micro-fissures d’étendue variable (disséminées  le long des plans de clivage naturels). Les caractéristiques microscopiques sont similaires à celles des accidents ischémiques ou ostéonécroses aseptiques des os longs, des ostéonécroses induites par les corticoïdes, et l'ostéomyélite de la maladie des caissons  (« plongeurs en eau profonde») .
Dans l’os spongieux de la tête fémorale, il n'est pas rare de trouver des trabéculations avec des ostéocytes apparemment intacts qui semblent être « vivants », mais qui ne synthétisent plus de collagène. Cela semble correspondre à l’aspect alvéolaire de l’os spongieux.
L'ostéonécrose peut atteindre n'importe quel os, mais les hanches, les genoux et les mâchoires sont les localisations les plus souvent concernées. La douleur peut souvent être intense, surtout si les dents et / ou une branche du nerf trijumeau sont en cause, mais de nombreux patients ne ressentent pas de douleur, au moins dans les premiers stades. Quand une névralgie faciale sévère est en cause, le terme NICO, pour Neuralgia-inducteurs Cavitational ostéonécrosis (névralgie induite par ostéonécrose cavitaire), est fréquemment utilisé.
L’ostéonécrose, même dans ses formes mineures ou atténuées, crée dans la moelle osseuse un environnement qui sera propice à la croissance bactérienne. Étant donné que de nombreuses personnes ont des infections des dents et des gencives se développant à bas bruit, c'est probablement ce qui est l'un des principaux mécanismes par lesquels le problème du faible débit sanguin dans la moelle peut s'aggraver; la moindre infection / inflammation locale va provoquer l'augmentation des pressions et favoriser la formation de caillots dans la zone concernée. Aucune autre localisation osseuse ne présente ce mécanisme qui est un facteur de risque majeur pour l’ostéonécrose. Une grande variété de bactéries ont été cultivés à partir des lésions d’ostéonécrose. Typiquement, ce sont les mêmes microorganismes, qu'on retrouve dans les parodontites ou les dents dévitalisées. Toutefois, en raison de la coloration spéciale des tissus biopsiés, les éléments bactériens sont rarement trouvés en grand nombre. Ainsi, alors que l’ostéonécrose n'est pas initialement infectée, de nombreux cas présentent secondairement ont un faible niveau d'infection bactérienne chronique et non suppurative (ostéomyélite) qui peut être associée à l’ostéonécrose. Les infections fongiques atteignant l'os ne semblent pas être un problème, mais les infections virales n'ont pas été étudiées. Certains virus, comme celui de la variole (virus qui n'existe plus dans la nature) peuvent provoquer une ostéonécrose.

### Les effets d’une ischémie persistante sur les cellules de la moelle osseuse
La corticale osseuse est bien vascularisée par les tissus mous environnants et donc moins sensible aux conséquences de l’ischémie. L’os spongieux, avec sa structure en maillage et ses espaces remplis de moelle est plus vulnérable aux effets de l'infarctus osseux, conduisant à l’anoxie et à l’apoptose prématurée des cellules,,,. La durée de vie moyenne des ostéocytes a été estimée à 15 ans dans l’os spongieux et à 25 ans, dans l'os cortical alors que la durée moyenne de vie des ostéoclastes chez l’homme est d’environ 2 à 6 semaines et que la durée de vie moyenne des ostéoblastes est approximativement de 3 mois. Dans l’os sain ces cellules sont constamment remplacées par différenciation des cellules souches mésenchymateuses (CSM) de la moelle osseuse. ). Mais à la fois dans l’ostéonécrose non traumatique induite par l'alcool et l'ostéonécrose de la tête fémorale, une diminution de la capacité de différenciation des souches mésenchymateuses en cellules osseuses a été démontrée,. Une altération de la fonction ostéoblastique joue également un rôle dans l’ostéonécrose de la tête fémorale. Si ces résultats sont extrapolés à l'ostéonécrose de la mâchoire, l’altération du potentiel de différenciation des cellules souches mésenchymateuses (CSM) de la moelle osseuse combinée avec la modification de l'activité ostéoblastique et la mort prématurée des cellules osseuses expliquerait l'échec des tentatives de réparation observées dans les lésions du tissu osseux endommagé par les accidents ischémiques de l’ostéonécrose. 
La rapidité avec laquelle la mort cellulaire prématurée peut survenir dépend du type de cellule et du degré, ainsi que de la durée, de l’anoxie. Les cellules souches hématopoïétiques multipotentes, de la moelle osseuse, sont sensibles à l'anoxie et sont les premières à mourir après réduction ou suppression de la vascularisation. Dans ces conditions d'anoxie, ils meurent généralement dans les 12 heures. Des expériences indiquent que les cellules osseuses comprenant les ostéocytes, les ostéoclastes, et les ostéoblastes meurent dans les 12 à 48 heures, les cellules graisseuses de la moelle meurent dans les 120 heures. La mort de l'os ne modifie pas son opacité sur les radiographies ni sa densité minérale. L’os nécrosé ne subit pas de résorption, par conséquent, il semble relativement plus opaque.
Les tentatives de réparation des os endommagés par des accidents ischémiques se produisent d'habitude en 2 phases. Tout d'abord, lorsque l’os mort jouxte la moelle osseuse, les capillaires sanguins et les cellules mésenchymateuses indifférenciées se développent dans les espaces morts de la moelle, tandis que les macrophages détruisent les cellules mortes et les débris de graisse. Dans une deuxième étape, les cellules mésenchymateuses se différencient en ostéoblastes ou en fibroblastes. Dans des conditions favorables, de nouvelles couches d’os se forment à la surface des trabéculations d’os spongieux mort. Si elles sont suffisamment épaisses, ces couches peuvent augmenter l’opacité radiologique de l'os et donc, la première preuve radiographique de l’ostéonécrose antérieure peut être la sclérose cicatricielle résultant de la réparation. Dans des conditions défavorables, les tentatives répétées de réparation au cours d’accidents ischémiques peut se déceler histologiquement et se caractériser par un décollement étendu ou l’apparition de microfissures le long  des lignes de force de l’os aussi bien que par la densification excessive des arcs trabéculaires. L’échec ultime des mécanismes de réparation due à la persistance et la répétition des événements ischémiques est manifeste quand des fractures trabéculaires se produisent dans l’os mort en raison de la surcharge fonctionnelle, suivies plus tard, de l’apparition de crevasses et de fissures structurelles conduisant à l'effondrement de la zone concernée (ostéocavitation).

### Autres facteurs associés
D'autres facteurs tels que certaines substances toxiques peuvent avoir un impact négatif sur les cellules osseuses. Les infections, chroniques ou aiguës, peuvent affecter le flux sanguin en induisant l'activation et l'agrégation plaquettaire, et contribuer à un excès de coagulation localisé (état d’hypercoagulabilité), qui pourrait contribuer à la formation d'un caillot (thrombose), une cause connue d’infarctus osseux et d’ischémie. L’apport d’œstrogènes exogènes, aussi appelés perturbateurs hormonaux, a également été relié à une tendance accrue à la coagulation (thrombophilie) et une altération du processus de guérison osseuse.
Les métaux lourds tels que le plomb et le cadmium ont été impliqués dans l'ostéoporose. Le cadmium et le plomb favorisent également la synthèse de l’inhibiteur- activateur du plasminogène-1 (PAI-1) qui est le principal inhibiteur de la fibrinolyse (le mécanisme par lequel l’organisme dissout les caillots), et sont considérés comme une cause d’hypofibrinolyse. Des caillots persistants peuvent conduire à une congestion du débit sanguin (hyperémie) dans la moelle osseuse, à une altération de la circulation sanguine et à l'ischémie du tissu osseux qui entraîne un manque d'oxygène (hypoxie), pour les cellules osseuses conduisant à des lésions et finalement à la mort cellulaire (apoptose). C’est un fait important et significatif que la concentration moyenne de cadmium dans les os humains au XXe siècle ait été multipliée par 10 à partir de son niveau pré-industriel.
L’éthanol, tant d’origine exogène qu’endogène, et son métabolite, le plus toxique, l’acétaldéhyde, ont aussi été impliqués, à la fois dans l'ostéoporose et l'ostéonécrose. L’acétaldéhyde, un métabolite hautement toxique de l'éthanol, peut jouer un rôle dans l'hypoxie et inhiber le potentiel ostéoblastique de la moelle osseuse. On a montré que l’éthanol pouvait altérer la barrière épithéliale par le mécanisme de l’oxydation de l'éthanol en acétaldéhyde par la flore microbienne du côlon et en aval par l’activation des mastocytes. Ces altérations qui persistent pendant de longues périodes pourraient entraîner un passage excessif d’endotoxines dans le réseau vasculaire. Le taux d’acétaldéhyde colique peut aussi être un déterminant important du niveau d'acétaldéhyde dans le sang et l’indice d’une éventuelle toxicité hépatique. Un taux élevé d’anticorps sériques contre les protéines adduits à l'acétaldéhyde ont été retrouvées non seulement chez les alcooliques, mais aussi chez les patients souffrant d'une atteinte hépatique non liée à l’alcoolisme, ce qui suggère un rôle associé de l'acétaldéhyde provenant d’autres sources que celle de l'éthanol exogène. Dans une étude sur des rats, le rôle de la prolifération bactérienne intestinale sur la production et le métabolisme de l'éthanol, des rats avec un  diverticule jéjunal à remplissage automatique (en boucle aveugle) ont été comparés à un groupe contrôle avec un diverticule à vidange automatique. L’éthanol endogène ainsi que l'acétaldéhyde ont été retrouvés dans la boucle aveugle. L’administration intragastrique de saccharose a entraîné une élévation marquée du taux d'acétaldéhyde et d’acétate dans le sang de la veine porte, mais seulement une légère élévation du taux d’éthanol. Il en a été conclu que de fortes concentrations d'acétaldéhyde, à la fois dans la lumière intestinale et le sang de la veine porte, pouvait avoir des effets délétères sur la muqueuse gastrointestinale et le foie. Une autre étude expérimentale in vitro a montré le potentiel de certaines bactéries qui représentent la flore colique humaine normale à produire l'acétaldéhyde sous les diverses conditions atmosphériques qui prévalent dans les différentes parties du tube digestif. Cette adaptation bactérienne est peut-être une caractéristique essentielle de la voie de production d'acétaldéhyde toxique et cancérogène à partir de l’éthanol endogène ou exogène par les bactéries coliques. De nombreuses espèces de bactéries fécales, de levures et de champignons tels que le Candida albicans retrouvés dans le tube digestif de l'homme sont impliqués dans le déséquilibre de la flore microbienne intestinale dont il a été démontré qu’il accroissait de façon significative les taux sanguins d'éthanol, post mortem, chez des personnes qui n'avaient pas consommé d’alcool avant leur mort,.
Les effets d’un déséquilibre chroniques et à long terme de la flore intestinale, l'exposition à de faibles concentrations d'acétaldéhyde endogène et ses conséquences pour le tissu osseux et hépatique ne sont pas encore pleinement élucidés. Toutefois Cordts et al ont suggéré en 2001 que le déséquilibre de la flore intestinale (identifié par la présence de levures dans les selles), et le défi de la désintoxication par le foie peuvent conduire à un épuisement infra-clinique, un syndrome inflammatoire systémique et à une insuffisance veineuse chronique (IV). L’insuffisance veineuse est un état pathologique provoqué par l'absence congénitale ou la détérioration des valves du système veineux superficiel et des veines communicantes. L’insuffisance veineuse entraîne la formation de thrombus et ce processus est favorisé par la triade de Virchow (stase veineuse, hypercoagulabilité, traumatisme endothélial) tous facteurs qui peuvent être à l’origine de l’insuffisance veineuse.

### Les bisphosphonates peuvent altérer le processus de la maladie
Au cours des dernières années, des milliers de cas d’ostéonécrose des mâchoires ont été diagnostiqués chez des patients traités par les bisphosphonates et survenant généralement après un défaut de cicatrisation faisant suite à une extraction dentaire, mais aussi en cas d'exposition spontanée de la corticale osseuse à travers la gencive et la muqueuse,.
L'augmentation récente du nombre de cas a été attribuée à une utilisation thérapeutique plus large des bisphosphonates dans l'ostéoporose, d'autant plus qu’il a été démontré que l'hormonothérapie substitutive entraîne une augmentation du risque de cancer du sein, du risque de thromboses et de maladies cardiovasculaires chez les femmes, suivant les conclusions d’une étude américaine datant de 2003.
Deux classes de bisphosphonates sont actuellement utilisées:
- Les bisphosphonates ne contenant pas d’azote tels que l’etidronate (Didronel, Procter & Gamble Pharmaceuticals)
- Les bisphosphonates contenant de l'azote, tels que l’alendronate (Fosamax, Merck), le pamidronate (Aredia, Novartis), le zoledronate (Zometa, Novartis), le risédronate (Actonel, Procter & Gamble), et l’ibandronate (Bonviva, Laboratoires Roche).

Les bisphosphonates azotés sont les inhibiteurs les plus puissants et aucun cas d'ostéonécrose associé à l’etidronate n'a été signalé pour le moment. La principale action pharmacologique des bisphosphonates est l'inhibition de la résorption osseuse réalisée par les ostéoclastes. Cet effet est obtenu par le raccourcissement de la durée de vie des ostéoclastes via l'apoptose et par l’inhibition de l'activité des ostéoclastes et de leur recrutement sur la surface des os. Quand un bisphosphonate est lie à l’os minéral, les ostéoclastes résorbent à la fois l'os et le bisphosphonate lié. Au cours de la formation de l’os, le cas échéant, le bisphosphonate restant à la surface de l'os est recouvert et persiste jusqu'à la fin de la résorption osseuse du site par les ostéoclastes. Cela explique pourquoi l'inhibition de la résorption osseuse se poursuit bien après que le traitement par le bisphosphonate a été interrompu.
Cette classe thérapeutique a démontré son efficacité pour empêcher la perte de la densité minérale osseuse à la suite d'une réduction du renouvellement osseux. Mais la santé des os ne se limite pas à la densité osseuse.
Dans le tissu osseux sains, il y a un équilibre entre résorption osseuse et construction osseuse. L’os malade ou endommagé est résorbé par l’action des ostéoclastes, pendant que les osteoblastes fabriquent un os nouveau pour le remplacer, de manière à maintenir une densité osseuse normale. C’est un processus communément appelé remodelage osseux.
Mais l'ostéoporose est essentiellement le résultat d'un déficit de formation d'os nouveau associé à une résorption osseuse en excès, correspondant à différents facteurs étiologiques et les bisphosphonates ne s'attaquent pas à tous ces facteurs.
Une personne qui a d'ores et déjà des problèmes avec une ostéoporose / ostéonécrose de la mâchoire à cause des effets de ces facteurs étiologiques sera plus sensible aux effets néfastes des bisphosphonates. En théorie, en inhibant l'activité ostéoclastique et la résorption osseuse, les os endommagés par l’ischémie resteront en place au lieu d'être résorbés. L'os endommagé ne sera pas réparé tant que les facteurs inhibant l'activité ostéoblastique seront présents. Par conséquent, la quantité de tissu osseux nécrosé devrait augmenter jusqu'à ce qu'il atteigne un niveau tel qu’un quelconque traumatisme sur cet os nécrosé aboutira à une cicatrisation insuffisante, exposant l'os en voie de nécrose à l’environnement buccal, entraînant la douleur et augmentant les risques d'infection microbienne, comme cela est effectivement constaté dans les cas de nécrose de la mâchoire associée aux biphosphonates.
Dans une revue systématique des cas d’ostéonécrose de la mâchoire associés aux bisphosphonates jusqu'en 2006, il a été conclu que le maxillaire inférieur est plus souvent touché que le maxillaire supérieur (dans un rapport de 2 pour 1), et 60 % des cas sont précédés par une intervention de chirurgie dentaire, notamment une extraction dentaire. Selon Woo, Hellstein et Kalmar, la suppression du renouvellement osseux est probablement le principal mécanisme qui conduit au développement de cette forme d’ostéonécrose, bien que d’autres facteurs de comorbidité y contribuent peut-être également (comme ceux qui ont été discutés dans le présent article). Il est recommandé d’éliminer tous les sites potentiels d'infection de la mâchoire avant qu’un traitement par les bisphosphonates soit initié chez ces patients et de minimiser les interventions de chirurgie dentaire ultérieures. Le degré de risque d'ostéonécrose chez les patients prenant des bisphosphonates par voie orale, comme l’alendronate (Fosamax), pour traiter l'ostéoporose est incertain et nécessite un suivi attentif.

## Histoire de la chirurgie dentaire
L’ostéonécrose de la mâchoire n'est pas une nouvelle maladie, de nombreuses formes différentes d’« ostéomyélite chimique » résultant de l’action de polluants de l'environnement, tels que le plomb et le phosphore blanc utilisé sans précautions au début de la fabrication des allumettes (ostéonécrose au phosphore), ainsi que des médicaments contenant du mercure, de l’arsenic ou du bismuth, ont été rapportés dans la littérature,,,,,,.
Apparemment, cette maladie ne survient pas souvent chez des personnes ayant des gencives en bonne santé, et atteint habituellement la mâchoire inférieure en premier. Elle est associée à des douleurs plus ou moins intenses localisées ou généralisées, atteignant souvent des sites multiples au niveau du maxillaire. Les dents apparaissent souvent saines et généralement aucune suppuration n’est décelable. Pourtant, le dentiste commence souvent à extraire une dent après l'autre dans la région douloureuse, parfois avec un soulagement temporaire, mais le plus souvent sans effet réel.
Aujourd'hui, un nombre croissant de données scientifiques indiquent que le processus de la maladie, atteignant l'os spongieux et la moelle osseuse, est provoqué par l'infarctus osseux préparé par une série de facteurs locaux ou généraux. L’infarctus osseux ainsi que les lésions de la partie profonde de l'os spongieux sont l’aboutissement d’un processus insidieux. Il n'est certainement pas visible cliniquement et les techniques d'imagerie de routine, telles que des radiographies ne sont pas efficaces pour détecter ce genre d’atteintes.  « Un principe important et souvent incomplètement compris de la radiographie est que l’importance de la destruction osseuse ne sera pas détectée par les procédures des radiographies de routine, ce qui a été démontré par de nombreux chercheurs. La destruction confinée à la portion de l'os cicatrisé peut ne pas être détectée par la radiographie, les images radiologiques apparaissent uniquement en cas d’érosion ou de destruction, interne ou externe, du cortex osseux. ». En fait, aucun aspect radiographique n’est spécifique de l'infarctus osseux / ostéonécrose. Une grande variété de pathologies osseuses peut imiter l’infarctus, y compris les fractures de fatigue, les infections, les inflammations, les troubles métaboliques et les processus néoplasiques. Les limitations s'appliquent à toutes les modalités d'imagerie, y compris la radiographie simple, la scintigraphie, la tomodensitométrie et l’IRM. L’échographie, en association avec la radiographie panoramique dentaire peut être utile pour évaluer les changements dans la densité de l’os maxillaire,. Lorsque les praticiens ont une bonne connaissance de l'évolution de la maladie et qu’une anamnèse détaillée est combinée à une bonne observation clinique et un bon suivi, le diagnostic, avec l'aide des différentes modalités d'imagerie, peut être fait plus tôt, chez la plupart des patients.
Dans la chirurgie dentaire moderne, ce n'est que récemment, lorsque les cas graves liés aux bisphosphonates ont été mis en lumière, que la question de l’ostéonécrose de la mâchoire a été portée à l'attention de la majorité des dentistes. À l'heure actuelle, l'accent est mis principalement sur les cas associés aux bisphosphonates, et il est parfois appelé familièrement « ostéonécrose phosphorée de la mâchoire », une affection similaire autrefois connue comme maladie professionnelle,. Toutefois, les fabricants de produits pharmaceutiques distribuant des médicaments tels que les bisphosphonates, Merck et Novartis, ont déclaré que l’ostéonécrose de la mâchoire chez les patients traités par cette classe de médicaments, peut être en relation avec un état préexistant, coagulopathie, anémie, infection, utilisation de corticostéroïdes, alcoolisme et autres affections déjà connues pour être associés à l’ostéonécrose en l'absence d'un traitement par les bisphosphonates. La conséquence en est que les bisphosphonates peuvent ne pas être la cause initiale de la maladie et que d'autres affections préexistantes ou concomitantes systémiques et / ou facteurs dentaires locaux sont en cause,.
Depuis, l’ostéonécrose de la mâchoire a été diagnostiquée chez de nombreux patients qui n'ont pas pris de bisphosphonates, il est donc logique de supposer que les bisphosphonates ne sont pas le seul facteur d’ostéonécrose. Alors que l’inhibition du renouvellement osseux semble jouer un rôle majeur dans l'aggravation du processus de la maladie, d'autres facteurs peuvent déclencher le mécanisme physiopathologique responsable de l’ostéonécrose. Dans les cas d’ostéonécrose non liée aux bisphosphonates, c'est surtout la portion d'os cicatriciel et la moelle sous-jacente qui sont impliquées dans le processus de la maladie. La première étape est l’œdème de la moelle osseuse provoqué par un infarctus, qui est lui-même sous la dépendance de nombreux facteurs étiologiques qui conduisent  à la fibrose médullaire à la suite de l'hypoxie et de la perte progressive de minéraux avec une diminution de la densité osseuse caractéristique de l'ostéoporose ischémique. Une nouvelle détérioration peut être déclenchée par d’autres infarctus osseux conduisant à l'anoxie et à une ostéonécrose de zones localisées au sein de l'os spongieux ostéoporotique. Secondairement, des événements tels que l'infection dentaire, l'injection d’anesthésiques locaux de vasoconstricteurs, comme l’adrénaline, et les traumatismes peuvent ajouter de nouvelles complications au processus de la maladie chronique, formant une infection osseuse (ostéomyélite) sans pus qui peut également être associée à l’ostéonécrose,,.
Toutefois, chez les patients sous bisphosphonates, l'os cortical est aussi fréquemment impliqué. L'exposition spontanée des  tissus osseux nécrotiques à travers les tissus mous de la bouche ou à la suite d’une mauvaise cicatrisation osseuse après une chirurgie dentaire de routine, caractéristique de cette forme d’ostéonécrose, peut être le résultat du diagnostic tardif d'une maladie qui a été masquée par l’inhibition de l’activité ostéoclastique, ce qui permet à des facteurs étiologiques préexistants d’aggraver encore les dommages osseux.

## Traitement
Le traitement devra être adapté à chaque patient en fonction des facteurs étiologiques en cause et la gravité de la maladie. Pour l’ostéoporose banale, l'accent doit être mis sur la bonne absorption des nutriments et l'élimination des déchets métaboliques grâce à une fonction gastro-intestinale saine et un métabolisme hépatique efficace pour dégrader les substances toxiques telles que les œstrogènes exogènes, l'acétaldéhyde endogène et les métaux lourds, une alimentation équilibrée, un mode de vie sain, sur l'évaluation des facteurs liés à une coagulopathie potentielle, le traitement des maladies parodontales et des autres infections bucco-dentaires.
Dans les cas avancés d'ostéoporose banale ou ischémique et / ou d’ostéonécrose non liée aux bisphosphonates, des preuves cliniques ont montré que l'ablation chirurgicale de la moelle endommagée, le plus souvent par curetage et décortication de l’os, permettrait de résoudre le problème (et de supprimer la douleur) pour 74 % des patients atteints de lésions de la mâchoire. Il peut être nécessaire de répéter la chirurgie, en utilisant habituellement des procédures plus légères que pour la première intervention, et près d'un tiers des patients auront besoin d’une chirurgie maxillaire dans une ou plusieurs autres parties de la mâchoire puisque la maladie, présente souvent des lésions multiples, c'est-à-dire des sites multiples dans le même os ou des os similaires, avec une moelle osseuse normale entre les deux. Au niveau de la hanche, au moins la moitié de tous les patients seront atteints de la même maladie sur l’autre hanche à un moment ou un autre et ce schéma évolutif se rencontre aussi pour la localisation dans les mâchoires. Récemment, il a été constaté que certains patients atteints d’ostéonécrose répondaient à un traitement anticoagulant isolé. Plus le diagnostic est précoce, meilleur est le pronostic. Des recherches sont en cours sur d'autres modalités thérapeutiques non chirurgicales qui peuvent, seules ou en association avec la chirurgie, améliorer le pronostic et réduire la morbidité de l’ostéonécrose. Il est nécessaire de mettre un accent plus grand sur la réduction ou la correction des facteurs étiologiques connus tandis que d'autres recherches sont menées sur les maladies osseuses ischémiques chroniques telles que l'ostéoporose et l’ostéonécrose.
Chez les patients atteints d’ostéonécrose associée aux bisphosphonates, la réponse au traitement chirurgical est généralement médiocre. Le débridement conservateur de l'os nécrosé, le traitement de la douleur, la gestion de l'infection, l'utilisation d'antibiotiques et l’arrêt des bisphosphonates sont préférables à des méthodes chirurgicales agressives pour le traitement de cette forme d’ostéonécrose. Même si un traitement efficace pour les lésions osseuses associées aux bisphosphonates n'a pas encore été établi. Et il est peu probable qu’on y parvienne avant que cette forme d’ostéonécrose soit mieux comprise, certaines études cliniques rapportent une amélioration après 6 mois ou plus d'arrêt complet du traitement par les bisphosphonates.